# Attilio Mastino
Attilio Mastino (Bosa, 29 luglio 1949) è uno storico, epigrafista e saggista italiano, rettore dell'Università di Sassari dal 2009 al 2014.

### Biografia e carriera accademica
Laureato in Lettere Classiche all’Università di Cagliari, Mastino si è successivamente specializzato in Giornalismo presso l’Università di Urbino e in Studi Sardi presso l’Università di Cagliari. Ha approfondito ulteriormente i suoi studi in importanti centri di ricerca internazionali, tra cui il Centre G. Glotz di Parigi (con André Chastagnol), l’Université Paris IV–Sorbonne (con Marcel Le Glay), l'Ausonius di Bordeaux (con Maurice Euzennat) e l’Institut National du Patrimoine di Tunisi (con M’hamed Fantar e Azedine Beschaouch) 
Dopo una decennale esperienza all’Università di Cagliari, Mastino ha insegnato Storia Romana (e talvolta Epigrafia Latina) all’Università di Sassari dal 1981 al 2019. Nella stessa università ha ricoperto ruoli istituzionali di rilievo: direttore del Dipartimento di Storia, del Centro sulle province romane, preside della Facoltà di Lettere e Filosofia, presidente del Dottorato di ricerca “Il Mediterraneo in età antica”, e pro-rettore vicario con delega alla ricerca e al bilancio tra il 1998 e il 2009 attiliomastino.itWikipediauniss.academia.edu. È stato rettore dell’Università di Sassari dal 1º novembre 2009 al 31 ottobre 2014.

### Scavi, epigrafia e attività scientifica
Attilio Mastino è un epigrafista riconosciuto a livello internazionale. Ha diretto gli scavi archeologici a Uchi Maius (1994–2014) e le ricerche epigrafiche a Thignica (2015–2019), entrambe in Tunisia Wikipediauniss.academia.edudallaltrapartedelmare.com. Ha inoltre operato in numerosi siti del Nord Africa (Cartagine, Thugga, Bulla Regia, Leptis Magna, Costantina, Bengasi) e in Sardegna (scavi di Cornus a partire dal 1978) 
Per oltre 35 anni ha presieduto il comitato organizzatore dei Convegni “L’Africa Romana” (1983–2022), di cui ha pubblicato gli atti in modo continuativo. È stato insignito dell’“Onorificenza dello storico arabo”.

### Ruoli istituzionali e societari
Tra i suoi incarichi istituzionali e accademici si segnalano:
- Fondatore e presidente della Scuola Archeologica Italiana di Cartagine (dal 2016 al 2024)
- Direttore della rivista “Epigraphica”
- Membro di accademie e società scientifiche, tra cui la Real Academia de la Historia (Madrid), la Reial Acadèmia de Bones Lletres (Barcellona), e l’Accademia Peloritana dei Pericolati (Messina); socio fondatore dell’Istituto Sardo di Scienze, Lettere e Arti attiliomastino.it.
- Membro del Consiglio di Amministrazione dei Musei Reali di Torino, nominato con decreto ministeriale nel 2020 uniss.academia.edu.
- Presiede o ha diretto collane editoriali accademiche di storia, archeologia ed epigrafia
- Presidente della Scuola Archeologica Italiana di Cartagine (2016-2025)

### Attività pubbliche e volontariato
Nel corso degli anni Novanta ha rivestito ruoli istituzionali nella pubblica amministrazione: assessore provinciale nell’ambito ambientale e urbanistico a Nuoro, amministratore del Comune di Bosa per quattro legislature e nella Comunità Montana-USL di Macomer uniss.academia.edu. Si è inoltre impegnato nel volontariato regionale in ambiti religiosi (GIAC), sportivi (CSI), turistici (Pro Loco) e ambientali (Italia Nostra) uniss.academia.edu.
Ha presieduto la giuria del Premio Città di Ozieri (poesia in lingua sarda) e quella del Premio Grazia Deledda (saggistica), ottenendo riconoscimenti come il “Candelìere d’Oro speciale” nel 2018 e la nomina a socio onorario del Gremio dei Viandanti nella Faradda Unesco e della Società Operaia di Mutuo Soccorso di Bosa 

### Pubblicazioni
Autore o curatore di circa 450–500 pubblicazioni (monografie, articoli, atti di convegno, voci enciclopediche, guide ecc.) attiliomastino.itdallaltrapartedelmare.com. Tra le sue monografie più rilevanti:
- Gli Acta urbis. Il “giornalismo” nell’antica Roma (1978)
- Cornus nella storia degli studi (1979, 2ª ed. 1982)
- Le titolature di Caracalla e Geta attraverso le iscrizioni (1981)
- Bosa in età giudicale (1991)
- Mare Sardum. Merci, mercati e scambi marittimi della Sardegna antica (2005)
- Storia della Sardegna antica (2005)
- Quei nostri cinque magnifici anni (2009–2014) (2014)
- Altri cinque magnifici anni (2014–2019) (2020)
- Carthage, maîtresse de la Méditerranée, capitale de l’Afrique (2018)
- La Sardegna nel mondo romano fino a Costantino (2024, in tre tomi)